# Wingspan: Hits and History
Wingspan: Hits and History es un doble álbum recopilatorio del músico británico Paul McCartney, publicado por la compañía discográfica Parlophone en mayo de 2001. 
El álbum incluye material de McCartney desde su primer álbum en solitario, McCartney, hasta la banda sonora de la película de 1984 Give My Regards to Broad Street. Aunque la mayoría de las canciones fueron grabadas bajo la antigua formación de McCartney, Wings, Wingspan: Hits and History es un álbum oficialmente acreditado a Paul McCartney.
Las ediciones británica y estadounidense son diferentes: la edición británica contiene la versión de estudio de «Coming Up», mientras que la americana contiene la versión en directo desde Glasgow, que alcanzó el primer puesto en la lista de sencillos de Billboard. La edición japonesa incluye la canción «Eat at Home», publicada como sencillo en 1971, como bonus track en el disco «Hits».

## Historia
El periodo que abarca el recopilatorio Wingspan: Hits and History involucró a McCartney en 15 álbumes: cinco de ellos en solitario, uno acreditado a Paul & Linda McCartney y nueve con el grupo Wings. Wingspan incluye canciones de los 15 álbumes, así como sencillos que no fueron publicados anteriormente en el recopilatorio de 1978 Wings Greatest.
Wings permaneció activo entre 1971 y 1980, pero el recopilatorio incluye material de álbumes en solitario de McCartney antes de su formación (1970-71) y después de la disolución del grupo (1980-84). Aun así, no incluye conocidas colaboraciones de McCartney con Stevie Wonder o Michael Jackson, que tuvieron lugar durante el segundo periodo.
El álbum está separado en dos discos: «Hits», que reúne los mayores éxitos comerciales de McCartney durante la etapa que abarca el recopilatorio, y «History», que incluye canciones de menor repercusión comercial pero también conocidas por los seguidores de McCartney. En la edición estadounidense, catorce de las dieciocho canciones del disco «Hits» son de Wings, pero solo nueve de las veintidós canciones en «History» son del grupo.

## Publicación
Publicado en 2001 junto al documental Wingspan, emitido en televisión, el recopilatorio obtuvo un importante éxito comercial. En Estados Unidos, entró directamente en el puesto 2 de la lista Billboard 200, con 221 000 copias vendidas en su primera semana. El álbum se mantuvo durante 14 semanas en lista y vendió aproximadamente 970 000 unidades entre 2001 y 2005, siendo certificado como doble disco de platino por la RIAA. En el Reino Unido, el álbum alcanzó el puesto 5 de la lista de discos más vendidos y fue certificado disco de oro. 
La publicación del documental Wingspan en DVD, que relatala relación de Paul con Linda Eastman y su posterior boda, el final de The Beatles y el inicio de su carrera en solitario, así como la historia del grupo Wings desde su formación hasta su ruptura, fue producido por Mary McCartney, que realizó las entrevistas a su padre.

## Lista de canciones
| Disco uno: Hits |                                                                     |                                 |                        |          |  |
| N.º             | Título                                                              | Escritor(es)                    | Intérprete(s)          | Duración |  |
| 1.              | «Listen to What the Man Said» (Del álbum Venus and Mars)            | Paul McCartney, Linda McCartney | Wings                  | 3:55     |  |
| 2.              | «Band on the Run» (Del álbum Band on the Run)                       | Paul McCartney, Linda McCartney | Paul McCartney & Wings | 5:12     |  |
| 3.              | «Another Day»                                                       | Paul McCartney, Linda McCartney | Paul McCartney         | 3:42     |  |
| 4.              | «Live and Let Die»                                                  | Paul McCartney, Linda McCartney | Paul McCartney & Wings | 3:12     |  |
| 5.              | «Jet» (Del álbum Band on the Run)                                   | Paul McCartney, Linda McCartney | Paul McCartney & Wings | 4:08     |  |
| 6.              | «My Love» (Del álbum Red Rose Speedway)                             | Paul McCartney, Linda McCartney | Paul McCartney & Wings | 4:08     |  |
| 7.              | «Silly Love Songs» (Del álbum Wings at the Speed of Sound)          | Paul McCartney, Linda McCartney | Wings                  | 5:54     |  |
| 8.              | «Pipes of Peace» (Del álbum Pipes of Peace)                         | Paul McCartney                  | Paul McCartney         | 3:26     |  |
| 9.              | «C Moon»                                                            | Paul McCartney, Linda McCartney | Wings                  | 4:34     |  |
| 10.             | «Hi, Hi, Hi»                                                        | Paul McCartney, Linda McCartney | Wings                  | 3:08     |  |
| 11.             | «Let 'Em In» (Del álbum Wings at the Speed of Sound)                | Paul McCartney, Linda McCartney | Wings                  | 5:10     |  |
| 12.             | «Goodnight Tonight»                                                 | Paul McCartney                  | Wings                  | 4:21     |  |
| 13.             | «Junior's Farm» (Del álbum Wings Greatest)                          | Paul McCartney, Linda McCartney | Paul McCartney & Wings | 3:03     |  |
| 14.             | «Mull of Kintyre»                                                   | Paul McCartney, Denny Laine     | Wings                  | 4:44     |  |
| 15.             | «Uncle Albert/Admiral Halsey» (Del álbum Ram)                       | Paul McCartney, Linda McCartney | Paul & Linda McCartney | 4:49     |  |
| 16.             | «With a Little Luck» (Del álbum London Town)                        | Paul McCartney                  | Wings                  | 3:13     |  |
| 17.             | «Coming Up» (Del álbum McCartney II)                                | Paul McCartney                  | Paul McCartney         | 3:53     |  |
| 18.             | «No More Lonely Nights» (Del álbum Give My Regards to Broad Street) | Paul McCartney                  | Paul McCartney         | 4:47     |  |
| 75:38           |                                                                     |                                 |                        |          |  |

| Temas extra (edición japonesa) |                               |                                 |                        |          |  |
| N.º                            | Título                        | Escritor(es)                    | Intérprete(s)          | Duración |  |
| 19.                            | «Eat at Home» (Del álbum Ram) | Paul McCartney, Linda McCartney | Paul & Linda McCartney | 3:22     |  |

| Disco dos: History |                                                                                       |                                 |                        |          |  |
| N.º                | Título                                                                                | Escritor(es)                    | Intérprete(s)          | Duración |  |
| 1.                 | «Let Me Roll It» (Del álbum Band on the Run)                                          | Paul McCartney, Linda McCartney | Paul McCartney & Wings | 4:50     |  |
| 2.                 | «The Lovely Linda» (Del álbum McCartney)                                              | Paul McCartney                  | Paul McCartney         | 0:45     |  |
| 3.                 | «Daytime Nighttime Suffering»                                                         | Paul McCartney                  | Wings                  | 3:22     |  |
| 4.                 | «Maybe I'm Amazed» (Del álbum McCartney)                                              | Paul McCartney                  | Paul McCartney         | 3:51     |  |
| 5.                 | «Helen Wheels» (Del álbum Band on the Run)                                            | Paul McCartney, Linda McCartney | Paul McCartney & Wings | 3:45     |  |
| 6.                 | «Bluebird» (Del álbum Band on the Run)                                                | Paul McCartney, Linda McCartney | Paul McCartney & Wings | 3:24     |  |
| 7.                 | «Heart of the Country» (Del álbum Ram)                                                | Paul McCartney, Linda McCartney | Paul & Linda McCartney | 2:24     |  |
| 8.                 | «Every Night» (Del álbum McCartney)                                                   | Paul McCartney                  | Paul McCartney         | 2:34     |  |
| 9.                 | «Take It Away» (Del álbum Tug of War)                                                 | Paul McCartney                  | Paul McCartney         | 4:04     |  |
| 10.                | «Junk» (Del álbum McCartney)                                                          | Paul McCartney                  | Paul McCartney         | 1:56     |  |
| 11.                | «Man We Was Lonely» (Del álbum McCartney)                                             | Paul McCartney                  | Paul McCartney         | 2:58     |  |
| 12.                | «Venus and Mars/Rock Show» (Del álbum Venus and Mars)                                 | Paul McCartney, Linda McCartney | Wings                  | 3:45     |  |
| 13.                | «The Back Seat of My Car» (Del álbum Ram)                                             | Paul McCartney                  | Paul & Linda McCartney | 4:29     |  |
| 14.                | «Rockestra Theme» (Del álbum Back to the Egg)                                         | Paul McCartney                  | Wings                  | 2:36     |  |
| 15.                | «Girlfriend» (Del álbum London Town)                                                  | Paul McCartney                  | Wings                  | 4:43     |  |
| 16.                | «Waterfalls» (Del álbum McCartney II)                                                 | Paul McCartney                  | Paul McCartney         | 3:23     |  |
| 17.                | «Tomorrow» (Del álbum Wild Life)                                                      | Paul McCartney, Linda McCartney | Wings                  | 3:25     |  |
| 18.                | «Too Many People» (Del álbum Ram)                                                     | Paul McCartney                  | Paul & Linda McCartney | 4:10     |  |
| 19.                | «Call Me Back Again» (Del álbum Venus and Mars)                                       | Paul McCartney, Linda McCartney | Wings                  | 4:59     |  |
| 20.                | «Tug of War» (Del álbum Tug of War)                                                   | Paul McCartney                  | Paul McCartney         | 4:04     |  |
| 21.                | «Bip Bop/Hey Diddle» (Inédita, grabada en 1971)                                       | Paul McCartney, Linda McCartney | Paul & Linda McCartney | 3:34     |  |
| 22.                | «No More Lonely Nights (Playout Version)» (Del álbum Give My Regards to Broad Street) | Paul McCartney                  | Paul McCartney         | 3:55     |  |
| 77:26              |                                                                                       |                                 |                        |          |  |

## Posición en listas
| País              | Lista                    | Posición |
| ----------------- | ------------------------ | -------- |
| Alemania          | Media Control Chart      | 20       |
| Australia         | ARIA Albums Chart        | 14       |
| Bélgica (Valonia) | Ultratop 200 Albums      | 21       |
| Bélgica (Flandes) | Ultratop 200 Albums      | 27       |
| Canadá            | Canadian Albums Chart    | 4        |
| Dinamarca         | Danish Albums Chart      | 18       |
| Estados Unidos    | Billboard 200            | 2        |
| Noruega           | Norwegian Top 40 Albums  | 5        |
| Nueva Zelanda     | New Zealand Music Charts | 13       |
| Países Bajos      | Mega Albums Top 100      | 32       |
| Reino Unido       | UK Albums Chart          | 5        |
| Suecia            | Swedish Albums Chart     | 49       |

## Certificaciones
| Fecha                   | País           | Organismo certificador | Certificación | Ventas certificadas |
| ----------------------- | -------------- | ---------------------- | ------------- | ------------------- |
| 5 de junio de 2001      | Estados Unidos | RIAA                   | Doble platino | 1 000 000           |
| 6 de julio de 2001      | Reino Unido    | BPI                    | Oro           | 100 000             |
| 31 de diciembre de 2001 | Australia      | ARIA                   | Oro           | 350 000             |
| 31 de diciembre de 2001 | Nueva Zelanda  | ARIA                   | Oro           | 7 500               |